# Stegomus
Stegomus (лат.) — род вымерших архозавров из семейства стагонолепидид отряда этозавров, живших во времена верхнетриасовой эпохи (норийский век) на территории современных США. К роду относят единственный типовой вид — Stegomus arcuatus.

## История изучения
В 1896 году Отниел Чарлз Марш описал новые вид и род на основе голотипа YPM 1647, представляющего из себя отпечаток спинного панциря, обнаруженного в формации Нью-Хэвен (New Haven Formation), расположенной в штате Коннектикут. Известно несколько других отпечатков, сохранивших верхнюю часть черепа и хвоста, найденных в Пассайской формации (Passaic Formation) в округах Хантердон и Сомерсет (Нью-Джерси) и в Нижней Сэндфордской формации (Lower Sanford Formation) в округе Дарем (Северная Каролина).
Stegomus arcuatus обладал очень узкими щитками по сравнению с представителями Aetosaurus. На поверхности щитков очень мало бороздок и ямок, хотя поры в песчанике, в котором было найдено несколько отпечатков, некоторое время неверно интерпретировались как ямки. Панцирь сужается перед тазом.
В 1998 году род Stegomus был синонимизирован с Aetosaurus на основе ряда признаков, таких как отсутствие шипов на панцире и схожесть уникального рисунка из бороздок на некоторых хвостовых щитках. В 2013 году по результатам филогенетического анализа отряда этозавров род был восстановлен, как один из примитивных представителей семейства стагонолепидид.